# 미하엘 스키베
미하엘 스키베(Michael Skibbe, 1965년 8월 4일, 겔젠키르헨 ~)는 독일의 전 축구 선수이자 현 축구 지도자로 현재 일본 J1리그 산프레체 히로시마의 감독직을 맡고 있다.

## 선수 경력
그는 SG 바텐샤이드 09에서 축구를 시작하였다. 그 후, 그는 FC 샬케 04와 프로 계약을 맺고, 샬케에서 프로 데뷔전을 치렀다. 1984년부터 1986년까지, 그는 14번의 분데스리가 경기에 출전하였지만, 세 차례 십자인대 부상을 당하여 젊은 나이에 현역에서 은퇴하였다.

## 감독 경력
그는 22세의 나이에 FC 샬케 04의 유소년 팀 감독을 맡았다.

### 보루시아 도르트문트
1989년, 그는 보루시아 도르트문트의 유소년팀 감독이 되었고, 1998년에는 성인팀 감독이 되었다. 그 당시, 그는 32세의 나이로 푸스볼-분데스리가 최연소 감독 기록을 세웠다. 그는 1년 반동안 감독직을 맡다가 해임되었고 클럽의 유스팀 코디네이터가 되었다.

### 독일 국가대표
그는 이후 독일 축구 국가대표팀의 디렉터 제안을 받았다. 2000년, 그는 루디 푈러 감독의 수석 코치가 되었다. 그러나 푈러 감독은 코칭 라이센스를 보유하지 못했으므로 공식 감독이 될 수 없었다. 독일이 UEFA 유로 2004 조별리그에서 탈락한 뒤, 푈러와 함께 그는 감독직을 내려놓았다.

### 바이어 04 레버쿠젠
스키베는 2004년 8월 24일부터 2005년 10월 9일까지 독일 축구 협회의 유소년 시스템 디렉터였다. 그는 이후 바이어 04 레버쿠젠의 사령탑이 되었다. 스키베는 2007-08 시즌을 7위로 마감한 뒤 해임되었다.

### 갈라타사라이 SK
2008년 6월 11일, 스키베는 터키 슈퍼리그의 갈라타사리 SK와 1+1년 계약을 맺었다. 그는 카이세리스포르와의 터키 슈퍼컵에서 2-1로 승리하였다. 갈라타사라이는 UEFA 챔피언스리그 예선에서 FC 스테아우아 부쿠레슈티에 합계 2-3으로 패하여 챔피언스리그 본선 진출에 실패하였다. 2009년 2월 23일, 스키베는 코카엘리스포르에 2-5 참패를 당한 후 경질되었다.

### 아인트라흐트 프랑크푸르트
2009년 6월 4일, 아인트라흐트 프랑크푸르트는 스키베가 프리드하임 풍켈 감독을 이어 새 사령탑이 되었다고 발표하였다. 2011년 3월 22일, 분데스리가에서의 부진으로 인해, 스키베는 경질되었다.

### 에스키셰히르스포르
2011년 7월 17일, 에스키셰히르스포르는 뷜렌트 우이군을 대신하여 신임 감독으로 선정하였다. 겨우 6달이 흐른 후, 스키베는 분데스리가로 돌아가기 위해 감독직을 내려놓았다.

### 헤르타 BSC 베를린
2011년 12월 22일, 그는 헤르타 BSC 베를린의 감독으로 공식적으로 취임하였다. 그는 공식경기에서 불과 5연패를 당한 뒤, 2012년 2월 12일에 해임되었다.

## 수상
갈라타사라이 SK
- 터키 슈퍼컵: 2008